# Хлеб и воля (книга)
«Хлеб и воля» — книга П. А. Кропоткина.
Основу книги составляют статьи, написанные Кропоткиным для французских газет «Le Révolté» («Бунтовщик») и «La Révolte» («Бунт»). Впервые книга была опубликована во Франции в 1892 году под заголовком «Завоевание хлеба».
Впервые была опубликована в 1892 году с предисловием Элизе Реклю, первый русский перевод был выполнен в 1902 году.

## Содержание книги
В этом труде Кропоткин описывает то, что он считает дефектами феодализма и капитализма, и как они поддерживают бедность и дефицит. Он предлагает более децентрализованную экономическую систему, основанную на взаимопомощи и добровольном сотрудничестве. Он утверждает, что тенденции такого рода существуют и в биологии, и в человеческом обществе.
В книге описывается видение Кропоткина того, как могла бы совершиться социальная революция на началах анархического коммунизма, и критикуется существующий в его время политический и экономический строй.

### Продолжительность рабочего дня
По расчётам Кропоткина, при правильном использовании человеческих ресурсов в обществе и использовании технического прогресса, рабочий день может быть сокращён до 3—4 часов. Кропоткин напоминает об идеях Ш. Фурье о привлекательности труда, и выступает за полную отмену наёмного труда.
Кропоткин также выступает за чередование физического и умственного труда.

### Довольство для всех
Кропоткин отвергает принцип анархо-коллективистов «каждому по его делам», и предлагает принцип «всё принадлежит всем».
Автор подробно описывает свою социальную программу, при которой все члены коммуны получают всё необходимое. Преимуществом при распределении пользуются больные и дети.

### Экспроприация
Кропоткин был противником крупной частной собственности, и выступал за полную экспроприацию собственности всех, кто имеет «хотя бы какую-нибудь возможность эксплуатировать человека», в руки коммун. Экспроприации подвергается не только земля, скот, орудия труда, но и собственность, используемая теми, кому она не принадлежит. Главным залогом успеха экспроприации Кропоткин считал убеждение народа в необходимости её осуществления:

Нужно сделать так, чтобы с первого же дня революции народ понял, что для него наступила новая пора, что с этого дня никому уже больше не придётся ночевать под мостами, когда рядом стоят пышные дворцы; никому не придётся голодать, покуда есть в городе съестные припасы; никому не придётся дрожать от холода, когда рядом стоят меховые магазины.